# 비보르주
비보르주(덴마크어: Viborg Amt)는 덴마크의 주이다. 2007년 1월 북윌란 지역, 중앙윌란 지역으로 흡수, 폐지되었다.

## 행정 구역 (1970-2006)
- 비에링브로 시 (Bjerringbro Kommune)
- 피엔스 시 (Fjends Kommune)
- 한스톨름 시 (Hanstholm Kommune)
- 보르슬레우 시 (Hvorslev Kommune)
- 카루프 시 (Karup Kommune)
- 키엘레루프 시 (Kjellerup Kommune)
- 모르쇠 시 (Morsø Kommune)
- 묄드루프 시 (Møldrup Kommune)
- 살링순 시 (Sallingsund Kommune)
- 스키베 시 (Skive Kommune)
- 스푀트루프 시 (Spøttrup Kommune)
- 순쇠레 시 (Sundsøre Kommune)
- 쉬쥐 시 (Sydthy Kommune)
- 티스테 시 (Thisted Kommune)
- 티엘레 시 (Tjele Kommune)
- 비보르 시 (Viborg Kommune)
- 올레스트루프 시 (Aalestrup Kommune)